# Ermita de San Ramón (Fuentes Claras)
La Ermita de San Ramón es una ermita situada en el municipio de Fuentes Claras.

## Historia
La Ermita fue construida en un antiguo cruce de caminos que llevaban a pueblos vecinos, uno en dirección a El Poyo del Cid y el otro a Calamocha. No sabemos la fecha exacta de construcción, aunque queda constancia de que fue construida por iniciativa del matrimonio local formado por Juan Pérez e Isabel Ana Recio, quienes la donaron al Concejo municipal (actual Ayuntamiento) en 1726; por tanto, su construcción puede datarse como muy tarde hacia 1725. Durante los siglos XIX y XX surgió a su alrededor el actual barrio, dada la cercanía del núcleo urbano primitivo de Fuentes Claras, que tomó el nombre de la Ermita al crecer a su alrededor.

## Descripción
Se trata de un edificio de planta única de forma rectangular y pequeñas dimensiones (apenas 25 metros cuadrados), construido en sillería y mampostería. Tiene un ábside poligonal poco pronunciado, cubierto por una bóveda de arista y tejado a dos aguas. La fachada es de sillería y la entrada presenta un arco de medio punto del mismo material. Encima del portal es visible un azulejo de nueve piezas con la imagen del santo homónimo. En la cúspide le fue añadida una pequeña espadaña, construida en ladrillo moderno, que contrasta con el resto de la construcción. En el costado izquierdo del edificio tiene un banco corrido de reciente construcción, conocido popularmente como la costerilla, habitual punto de encuentro para las gentes de la población. 
El interior, muy sencillo, está totalmente pintado de blanco con algunos toques decorativos en ocre y azul celeste. Presenta un altar no exento, sobre el cual se halla la imagen del Santo en una hornacina de escayola. A sendos lados se hallan varios cuadros religiosos y otros elementos de adorno alusivos al Santo.
El 23 de agosto de 2010 el Ayuntamiento la declaró Monumento de Interés Local (MIL), de cara a su inclusión en el Catálogo del Patrimonio Cultural Aragonés.